# Hjukse
Hjukse is een plaats in de Noorse gemeente Midt-Telemark, provincie Telemark. Hjukse telt 354 inwoners (2007) en heeft een oppervlakte van 0,54 km².